# Eugen Bodart
Eugen Bodart   (Kassel, 8 d'octubre de 1905 - Múnic, 13 d'octubre de 1981) va ser un director d'orquestra i compositor alemany.

## Biografia
Bodart va rebre classes particulars de teoria de la música, piano, orgue, flauta i viola durant els seus dies escolars i va fundar la seva pròpia orquestra durant aquest temps. De 1922 a 1925 va estudiar com a beca al Conservatori de Leipzig. Després va assistir a una classe magistral amb Hans Pfitzner. També va ser alumne d'Emil Nikolaus von Reznicek. De 1926 a 1929 va ser director musical i literari al "Südwestrundfunk Frankfurt-Kassel" de Kassel.
A partir de 1933 Bodart va ser 2n Mestre de Capella i correpetitor al "Nationaltheater Weimar". De 1935 a 1939 va ser Kapellmeister a Colònia, després fins a 1943 director general de música i director a Altenburg. Després va succeir Karl Elmendorff com a Director General de Música del Teatre Nacional de Mannheim fins al seu tancament.
Després de la guerra, Bodart va viure com a compositor independent i director d'orquestra. El 1952 va fundar l'Orquestra de Cambra Palatinat Electoral, per la qual va reconstruir nombroses obres de l'Escola de Mannheim. També va compondre al voltant de 90 de les seves pròpies obres, incloent quatre òperes, obres orquestrals, música de cambra i obres per a piano. De 1956 a 1958 va ser director general de música a Kaiserslautern.

## Obres
- Shepherd Legend, El joc del naixement de Crist en 3 actes després de Lope de Vega, 1930
- Nit espanyola, Òpera, 1937
- Petita Serenata, 1937
- El imprudent Sr Bandolin, òpera, 1940
- Sarabande, òpera còmica, 1941
- Cinc improvisacions per a piano, 1944
- Cinc Intermezzi per a piano, 1944
- Deu miniatures per a petita orquestra, 1945
- Cinc cançons per a orquestra d'alta veu i piano o corda, 1945
- Set impressions del llac de Constança "Der liebe Augustin", 1946
- Variacions sobre un tema de Franz Schubert, 1946
- Little Mistake, Òpera, 1949
- Variacions sobre un tema d'E.T.A. Hoffmann, 1949
- Arabesques al voltant d'una balada de Johann André, 1951
- Princesa Brambilla, Obertura per orquestra, 1952
- Mosella Giocosa, Scherzo per a orquestra, 1955
- Sis Capritxos per a piano, 1955
- Estils de dansa en tres moviments, 1959
- Obertura Goldoni, 1959
- Pròleg de Sener, 1962
- Hora primerenca, 1965
- Himne per a orquestra de corda
- Ticino Impressió
- Paisatge bucòlic, fantasiaper a gran orquestra
- Final basca